# Лісівське
Лі́сівське — село в Україні, в Лозівському районі Харківської області. Входить до складу Лозівської міської громади. Інша назва — хутір Лісовський. Населення становить 27 осіб.

## Географія
Село Лісівське розміщене між селом Герсеванівське та містом Лозова, примикає до останнього.
Поруч проходять автомобільна дорога Т 2113 і залізниця, станція Платформа 4 км за 2,5 км.

## Історія
- 1927 — дата заснування.
- До 2018 року було у складі Лозівської міської ради.